# Aeronca 11 Chief
Aeronca 11 Chief — лёгкий двухместный самолёт общего назначения, выпускавшийся серийно в США компанией Aeronca Aircraft Inc с 1946 по 1950 год. За это время было выпущено 2318 самолётов в различных модификациях. С 1958 по 1968 год выпускался в Индии компанией Hindustan Aeronautics под названием HUL-26 Pushpak. За 10 лет было произведено 154 самолёта.

## История
Aeronca разрабатывала самолёт 11 серии во время войны, параллельно с самолётом 7 серии. Руководителем обоих проектов был инженер Рэймонд Хермес. Не удивительно, что оба самолёта получились очень похожими. Хермес добился унификации на 80 — 85 %, что позволило одновременно запустить их в серийное производство.
Прототипами обеих моделий стали, в основном, два самолёта — довоенный Aeronca K Scout, и его главный конкурент Piper J-3 Cub от Piper Aircraft. Единственное различие между двумя самолётами — расположение пилота и пассажира в кабине. В Aeronca 7 Champion они размещались тандемом, как в Piper J-3, а в Aeronca 11 — рядом друг с другом, как в K Scout.
Название и часть интерьера кабины 11 серия получила от выпускавшихся в 1938—1939 годах, самолётов Aeronca 50 Chief и Aeronca 65 Super Chief.
В первый полёт Chief поднялся в конце 1945 года, однако продажи начались почти через год — самолёт был представлен публике на Национальном авиашоу в Кливленде в ноябре 1946 года.
Самолёт серийно выпускался до 1951 года. Было выпущено более 2 300 машин в различных модификациях. В 1951 году Aeronca прекратила выпуск самолётов, полностью свернув их производство и переориентировавшись на комплектующие для крупных авиакосмических компаний, чем и занимается до сих пор.
В середине 50-х права на самолёт были выкуплены Е. Дж. Трайтеком. С 1958 по 1968 год выпускался в Индии компанией Hindustan Aeronautics под названием HUL-26 Pushpak. В настоящее время неизвестно, собирался самолёт по лицензии, что наиболее вероятно, или же просто был скопирован инженерами компании.
В начале 70-х права на самолёт были приобретены компанией Bellanca Aircraft Corporation. Тогда же Bellanca приобрела права и на Champion. В 1973 году компания объявила, что собирается приступить к продажам обновлённой версии Chief, однако дело дошло лишь до опытного образца, который долгое время проходил испытания.
В начале 80-х годов компания переживает финансовые трудности и реорганизуется. Новая фирма называется AviaBellanca Aircraft Corporation и сосредотачивается на построении нового современного бизнес-самолёта.
Не позже 1991 года права на Chief выкупает сформированная в 1988 году отцом и сыном Джерри Мехлхоффами American Champion Aircraft Corporation. Права на Champion были выкуплены этой компанией двумя годами раньше. Однако если выпуск самолётов на основе 7 серии и деталей к ним стал основным направлением деятельности компании, то о возобновлении производства 11 серии речи не идёт. Детали к ранее построенным самолётам Chief можно приобрести в American Champion Aircraft на заказ.
В настоящее время в рабочем состоянии находится несколько десятков Aeronca 11 Chief.

## Конструкция
Самолёт построен по схеме высокоплана. Пилот и пассажир находятся в закрытой кабине, размещаясь рядом друг с другом. За ними расположена полка для багажа. Управление при помощи штурвала.
Хвост и фюзеляж сформированы при помощи сварных металлических труб. Внешняя поверхность формируется при помощи деревянных нервюр и лонжеронов, обтянутых плотной тканью. Крылья собираются также из алюминиевых конструкций, формирующих ячеистую поверхность, обтягиваемую тканью. Снизу крылья подпираются двумя металлическими подкосами каждое.
Шасси неубираемые, с управляющим хвостовым колесом. Выпускался в варианте гидросамолёта.
Винт двухлопастной, деревянный, установлен в передней части фюзеляжа. Шаг винта неизменяемый.

## Лётно-технические характеристики
Источник данных: Уголок неба

Технические характеристики
- Экипаж: 1 чел.
- Пассажировместимость: 1 чел.
- Длина: 6,35 м
- Размах крыла: 11,00 м
- Высота: 2,08 м
- Площадь крыла: 16.30 м²
- Масса пустого: 329 кг
- Максимальная взлётная масса: 612 кг
- Силовая установка: 1 × ПД Continental A-65-8F
- Мощность двигателей: 1 × 65 лс

Лётные характеристики
- Максимальная скорость: 169 км/ч
- Крейсерская скорость: 153 км/ч
- Практическая дальность: 531 км
- Практический потолок: 3292 м
- Скороподъёмность: 152 м/мин

## Модификации

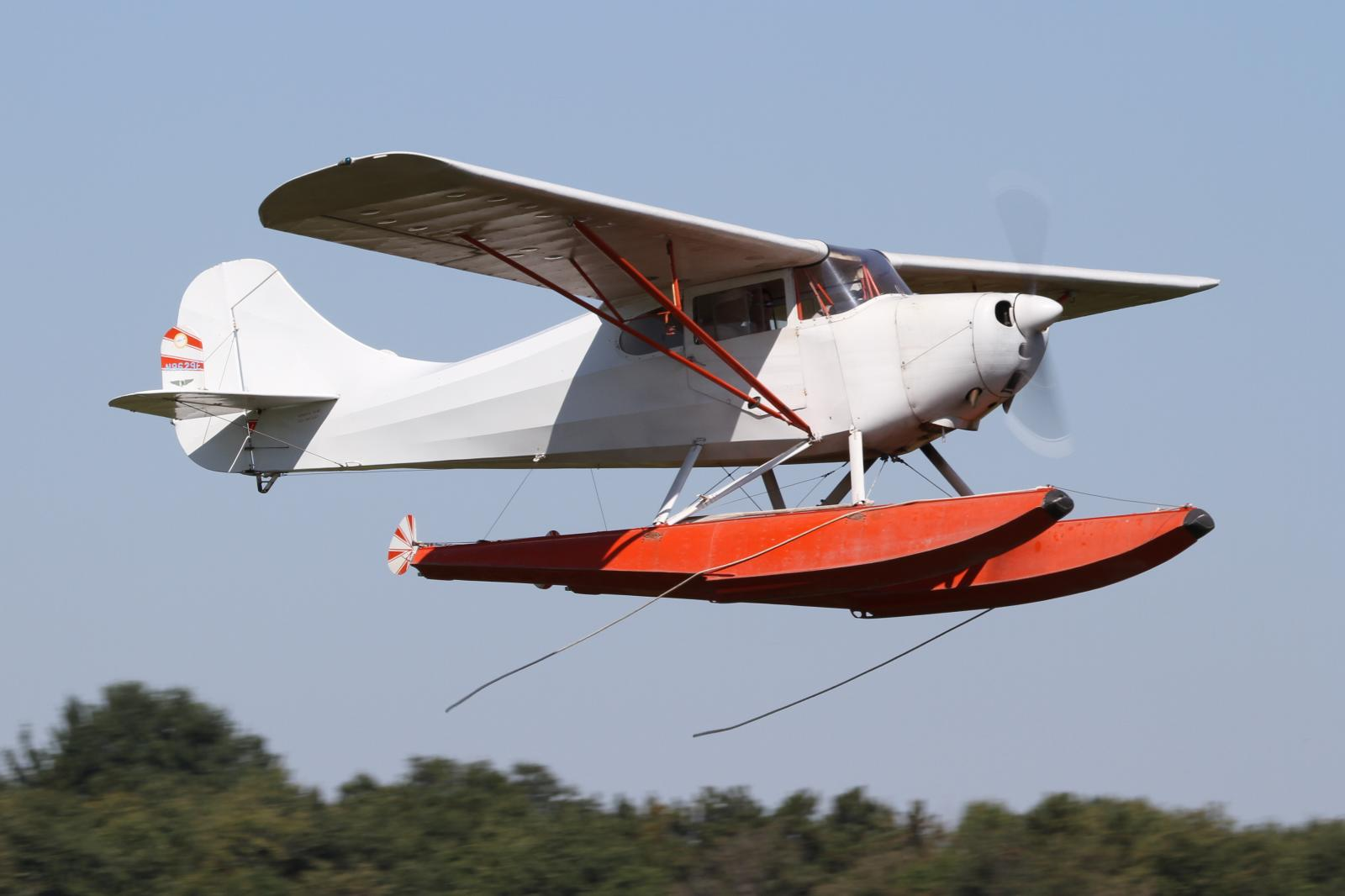
Aeronca 11ACS

- Aeronca 11AC Chief — версия с мотором Continental A-65-8F, мощностью 65 л. с. Выпускался серийно с 1946 года. Построено 1862 экземпляра, в том числе:
  - Aeronca 11AC Chief Standard — базовая модификация самолёта.
  - Aeronca 11AC Chief Deluxe — улучшенная модификация. Повышенный комфорт в кабине, обтекатели на передних шасси.
  - Aeronca 11AC Scout — модификация AC с упрощенным интерьером кабины, предназначенная для тренировки пилотов. Выпускался с 1947 года.
  - Aeronca 11ACS Chief — вариант гидросамолёта.
- Aeronca 11BC Chief — версия с мотором Continental C-85-8F, мощностью 85 л.с. Выпускался с 1947 года. Построено 180 экземпляров, в том числе:
  - Aeronca 11BCS Chief — вариант гидросамолёта.
- Aeronca 11CC Super Chief — модернизированная более просторная кабина. Винтерьер введены элементы роскоши. Выпускался с 1948 года. Построено 276 экземпляров, в том числе:
  - Aeronca 11CCS Super Chief — - вариант гидросамолёта.
- HUL-26 Pushpak — версия 11 Super Chief, выпускавшаяся в Индии компанией Hindustan Aeronautics. Мотор — Continental C-90, мощностью 90 л. с. Всего выпущено 154 экземпляра.